# Draba hoppeana
Draba hoppeana là một loài thực vật có hoa trong họ Cải. Loài này được Rchb. mô tả khoa học đầu tiên năm 1829.